# Judyta Przemyślidka (zm. 1230)
Judyta Przemyślidka (zm. 2 czerwca 1230) – córka króla Czech Przemysła Ottokara I i jego drugiej żony Konstancji węgierskiej.
W 1213 poślubiła księcia Karyntii Bernarda. Miała z nim czworo dzieci:
- Ulryk II Spanheim (zm. 27 października 1269), książę Karyntii
- Filip von Spanheim – (zm. 22 lipca 1279) - arcybiskup salzburski (elekt), patriarcha Akwilei
- Małgorzata (zm. 1249)
- Bernard (zm. przed 1249)

Bezpotomna śmierć Ulryka II Karynckiego umożliwiła królowi Przemysłowi Ottokarowi II zajęcie Karyntii. Matka Ulryka Judyta była ciotką władcy Czech.